# Rully (Calvados)
Pour les articles homonymes, voir Rully.
Rully est une ancienne commune française, située dans le département du Calvados en région Normandie, devenue le 1er janvier 2016 une commune déléguée au sein de la commune nouvelle de Valdallière.
Elle est peuplée de 214 habitants.

## Géographie
La commune est au sud du Bocage virois. Son bourg est à 4,5 km au sud-ouest de Vassy, à 8,5 km au nord de Tinchebray et à 14 km à l'est de Vire.
Le nord du territoire est traversé par la route départementale no 512 (ancienne route nationale 812) joignant Vire à l'ouest à Vassy et Condé-sur-Noireau à l'est. Le bourg est traversé par la D 309 qui permet à l'ouest de retrouver Bernières-le-Patry et à l'est Moncy. Il est relié à Vassy par la D 309a (D 813 dans l'Orne limitrophe). La D 311, raccordée à la D 309 à l'ouest, mène à Viessoix.
Rully est entièrement dans le bassin de l'Orne, par deux de ses sous-affluents : la Diane (affluent du Noireau) qui délimite le territoire au sud, et le Tortillon (affluent de la Druance) qui marque la limite nord. La plus grande partie du territoire est dans le bassin de la Diane qu'alimentent deux de ses affluents collectant les eaux des deux tiers de la commune, dont le ruisseau de Rully qui passe à l'ouest du bourg.
Le point culminant (242 m) se situe en limite nord-ouest, près du lieu-dit la Grésillonnière. Le point le plus bas (152 m) correspond à la sortie de la Diane du territoire, à l'extrême sud. La commune est bocagère.
Le climat est océanique, comme dans tout l'Ouest de la France. La station météorologique la plus proche est Caen-Carpiquet, à 45 km, mais Granville-Pointe du Roc est à moins de 65 km. Le Bocage virois s'en différencie toutefois pour la pluviométrie annuelle qui, à Rully, avoisine les 1 000 mm.
| Pierres (comm. nouv. de Valdallière) Chênedollé (comm. nouv. de Valdallière) | Pierres (comm. nouv. de Valdallière) | Vassy (comm. nouv. de Valdallière)                            |
| Bernières-le-Patry (comm. nouv. de Valdallière)                              | Rully | Moncy (Orne)                                                  |
| Bernières-le-Patry (comm. nouv. de Valdallière)                              | Clairefougère (comm. nouv. de Montsecret-Clairefougère, Orne) Montsecret (comm. nouv. de Montsecret-Clairefougère, Orne), sur 50 mètres | Clairefougère (comm. nouv. de Montsecret-Clairefougère, Orne) |

## Toponymie
Le nom de la localité est attesté sous les formes de Roulleyo vers 1350 et Reully en 1419. Le toponyme semble être issu de l'anthroponyme roman Rullius adjoint du suffixe -acum/-acus,.
Le gentilé est Rullois.

## Histoire
Le 1er janvier 2016, Rully intègre avec treize autres communes la commune de Valdallière créée sous le régime juridique des communes nouvelles instauré par la loi no 2010-1563 du 16 décembre 2010 de réforme des collectivités territoriales. Les communes de Bernières-le-Patry, Burcy, Chênedollé, Le Désert, Estry, Montchamp, Pierres, Presles, La Rocque, Rully, Saint-Charles-de-Percy, Le Theil-Bocage, Vassy et Viessoix deviennent des communes déléguées et Vassy est le chef-lieu de la commune nouvelle.

## Politique et administration
| Période                                  | Période       | Identité                          | Étiquette | Qualité                |
| ---------------------------------------- | ------------- | --------------------------------- | --------- | ---------------------- |
| début XIXe                               |               | Guillaume Boivin de La Martinière |           | Baron d'Empire         |
|                                          |               |                                   |           |                        |
| ?                                        | 1996          | Ernest Escaffre                   |           |                        |
| avril 1996                               | avril 2014    | Lucien Quillard                   | SE        | Retraité (agriculture) |
| avril 2014                               | décembre 2015 | Caroline Chanu                    | SE        | Agricultrice           |
| Les données manquantes sont à compléter. |               |                                   |           |                        |

Le conseil municipal est composé de onze membres dont le maire et un adjoint. Ces conseillers intègrent au complet le conseil municipal de Valdallière le 1er janvier 2016 jusqu'en 2020 et Caroline Chanu devient maire délégué.

## Démographie
En 2021, la commune comptait 214 habitants. Depuis 2004, les enquêtes de recensement dans les communes de moins de 10 000 habitants ont lieu tous les cinq ans (en 2004, 2009, 2014, etc. pour Rully) et les chiffres de population municipale légale des autres années sont des estimations.
Rully comptait 1 052 habitants au premier recensement républicain en 1793. Sa population a régulièrement baissé depuis.
| 1793  | 1800 | 1806 | 1821 | 1831 | 1836 | 1841 | 1846 | 1851 |
| ----- | ---- | ---- | ---- | ---- | ---- | ---- | ---- | ---- |
| 1 052 | 778  | 860  | 871  | 863  | 812  | 805  | 843  | 803  |

| 1856 | 1861 | 1866 | 1872 | 1876 | 1881 | 1886 | 1891 | 1896 |
| ---- | ---- | ---- | ---- | ---- | ---- | ---- | ---- | ---- |
| 772  | 737  | 731  | 711  | 676  | 624  | 595  | 543  | 515  |

| 1901 | 1906 | 1911 | 1921 | 1926 | 1931 | 1936 | 1946 | 1954 |
| ---- | ---- | ---- | ---- | ---- | ---- | ---- | ---- | ---- |
| 506  | 468  | 462  | 387  | 396  | 371  | 387  | 368  | 362  |

| 1962 | 1968 | 1975 | 1982 | 1990 | 1999 | 2004 | 2009 | 2014 |
| ---- | ---- | ---- | ---- | ---- | ---- | ---- | ---- | ---- |
| 311  | 264  | 260  | 229  | 212  | 203  | 216  | 218  | 213  |

| 2018 | - | - | - | - | - | - | - | - |
| ---- | - | - | - | - | - | - | - | - |
| 221  | - | - | - | - | - | - | - | - |

## Lieux et monuments
- Église Saint-Martin (XVIIIe siècle).
- Manoir de la Sonnardière, en ruines.
- Chapelle Notre-Dame de Consolation, en mémoire des morts de la Première Guerre mondiale :

En 1919-1920, quatre verrières ont été réalisées par les ateliers Lorin de Chartres et figurent à l'Inventaire général du patrimoine culturel.

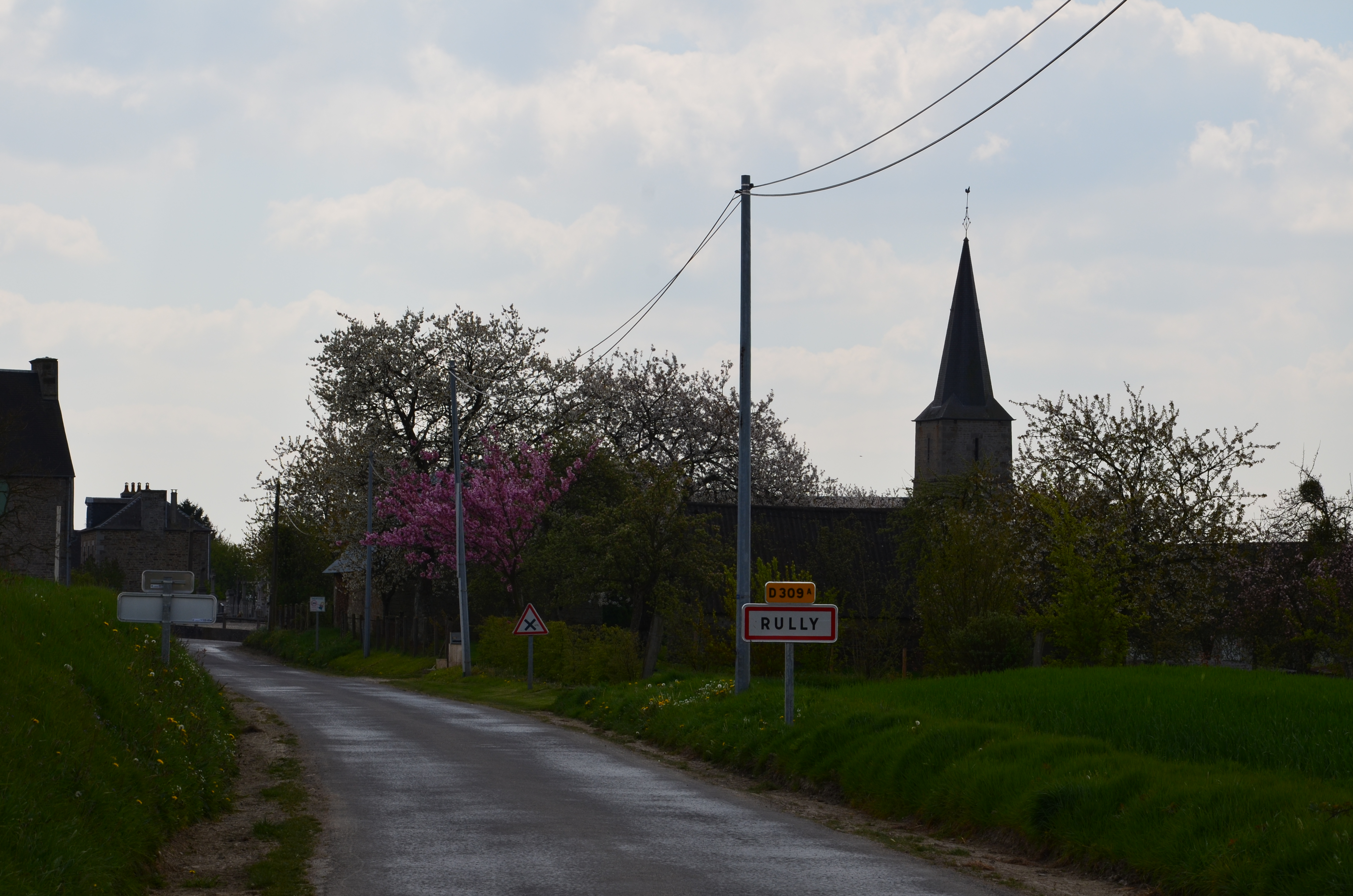
L'entrée du bourg.
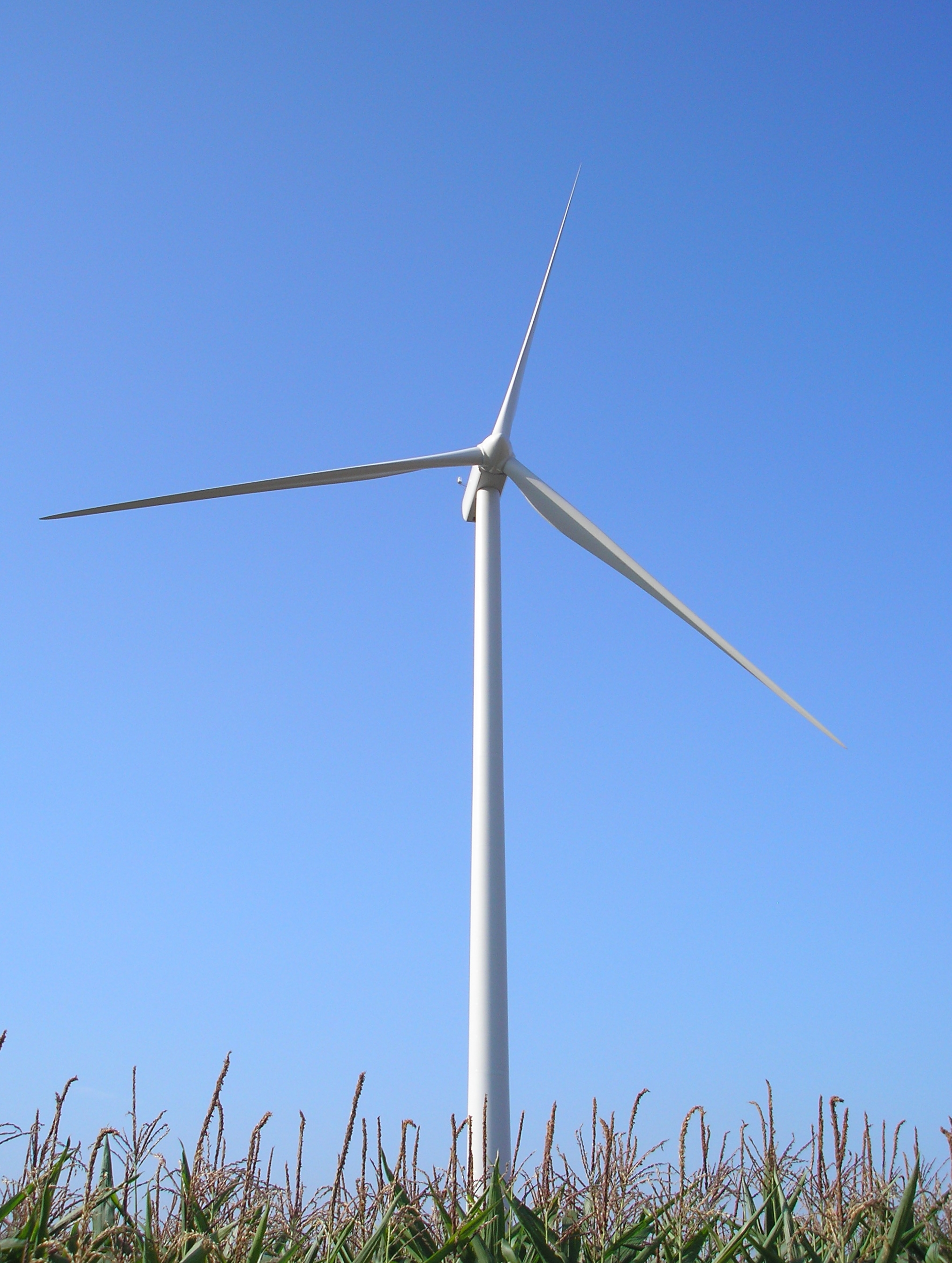
Une éolienne implantée sur la commune.
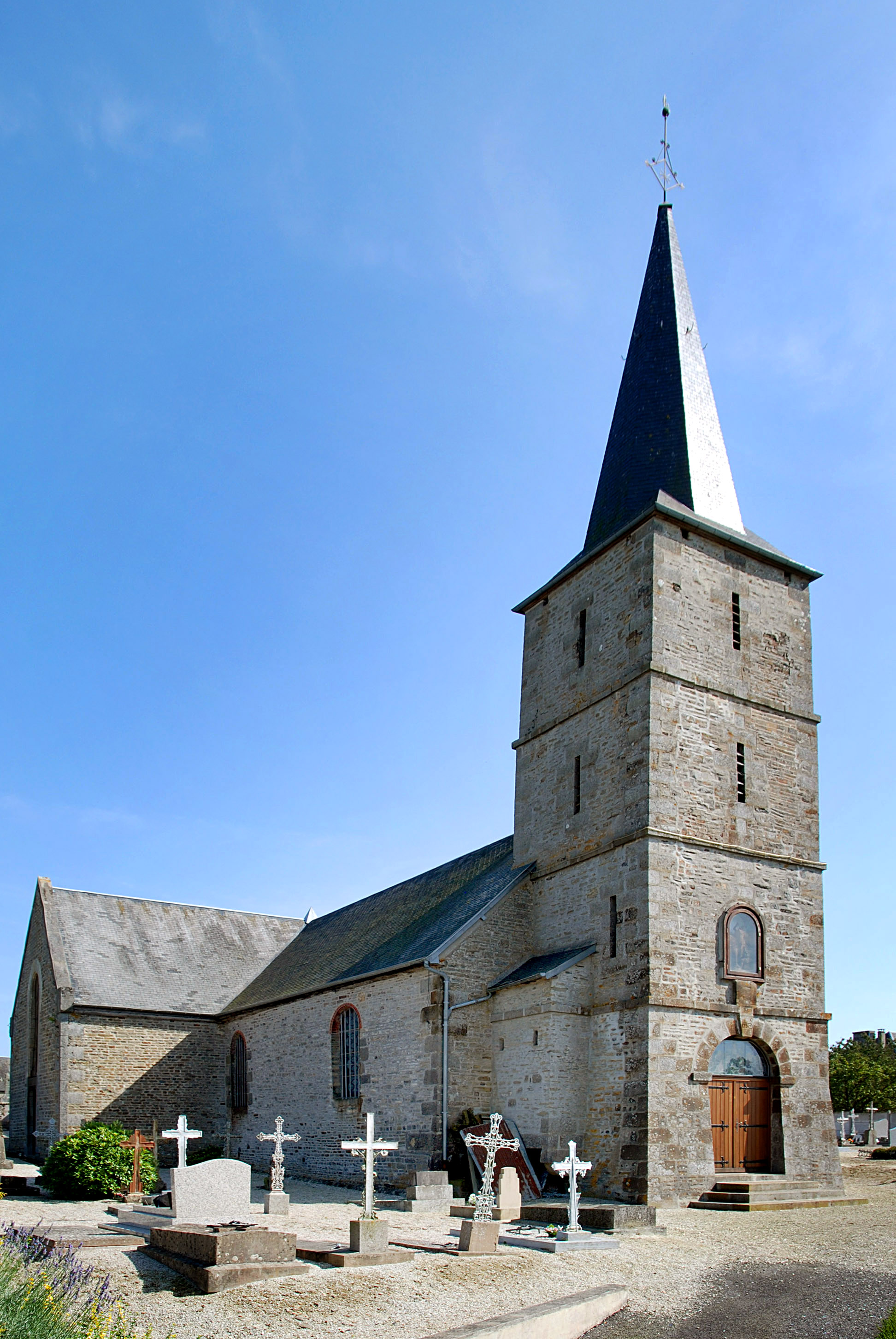
L'église Saint-Martin.
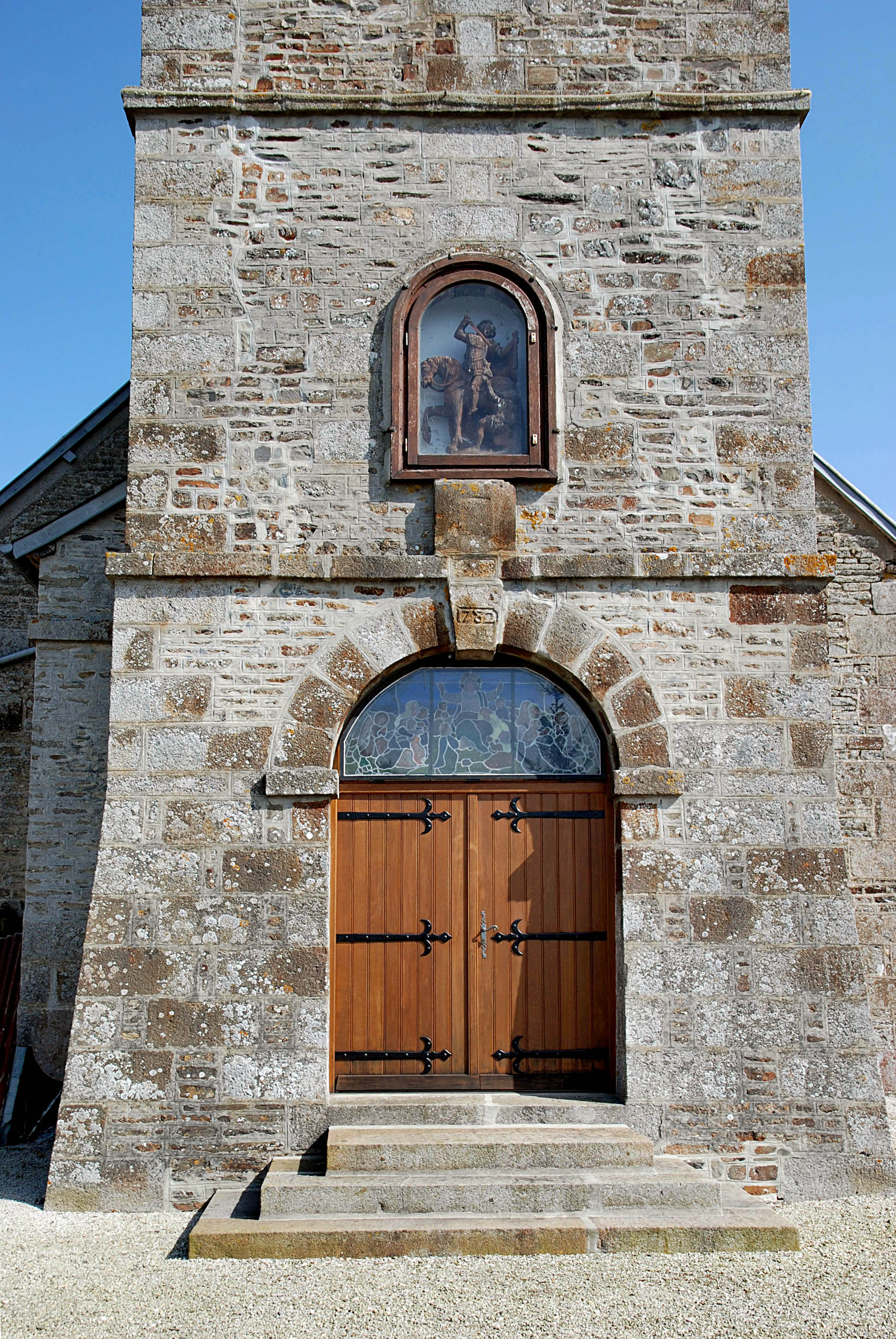
Le portail ouest de l'église Saint-Martin.
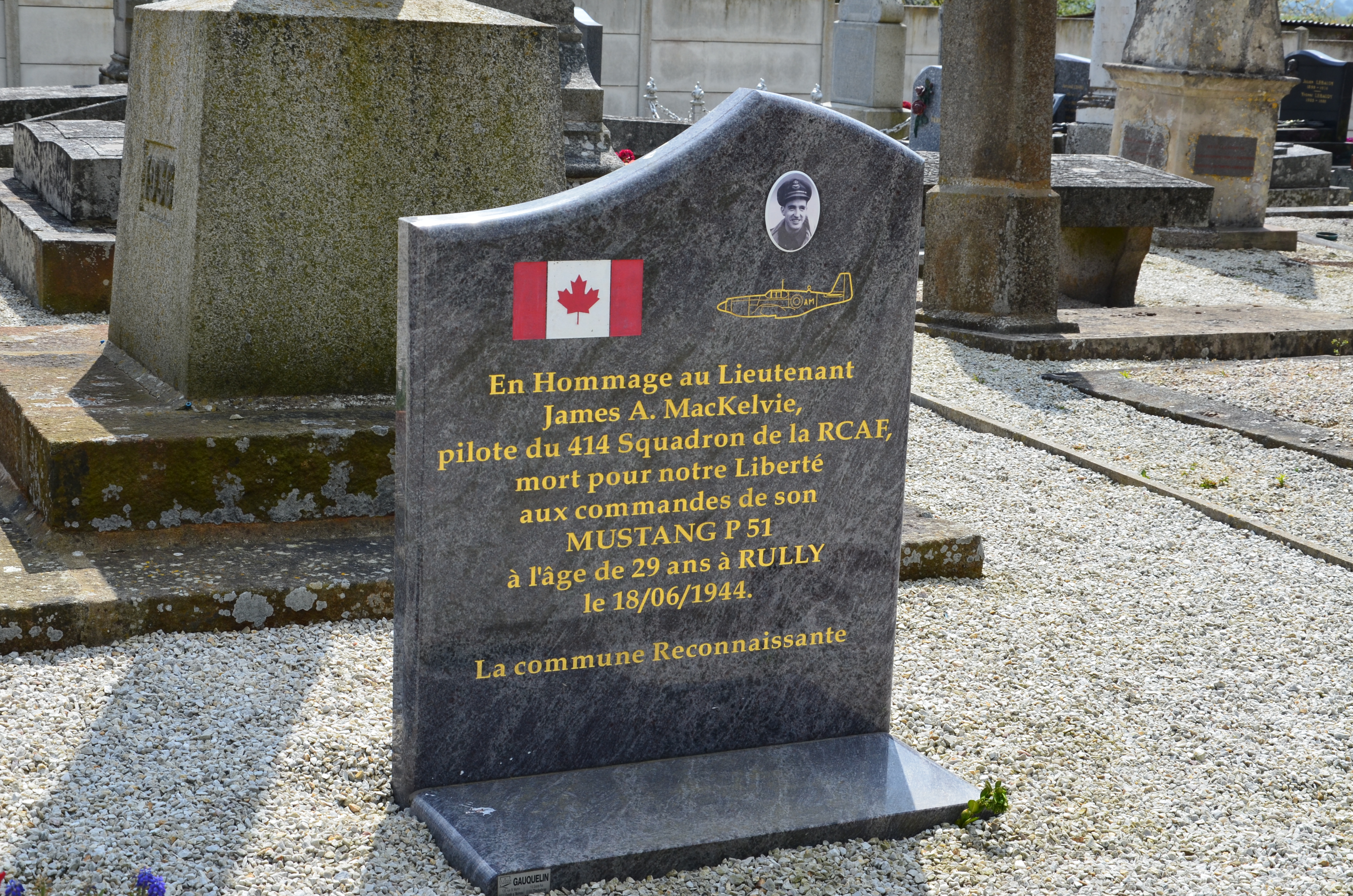
La stèle dédiée à James A. MacKelvie.
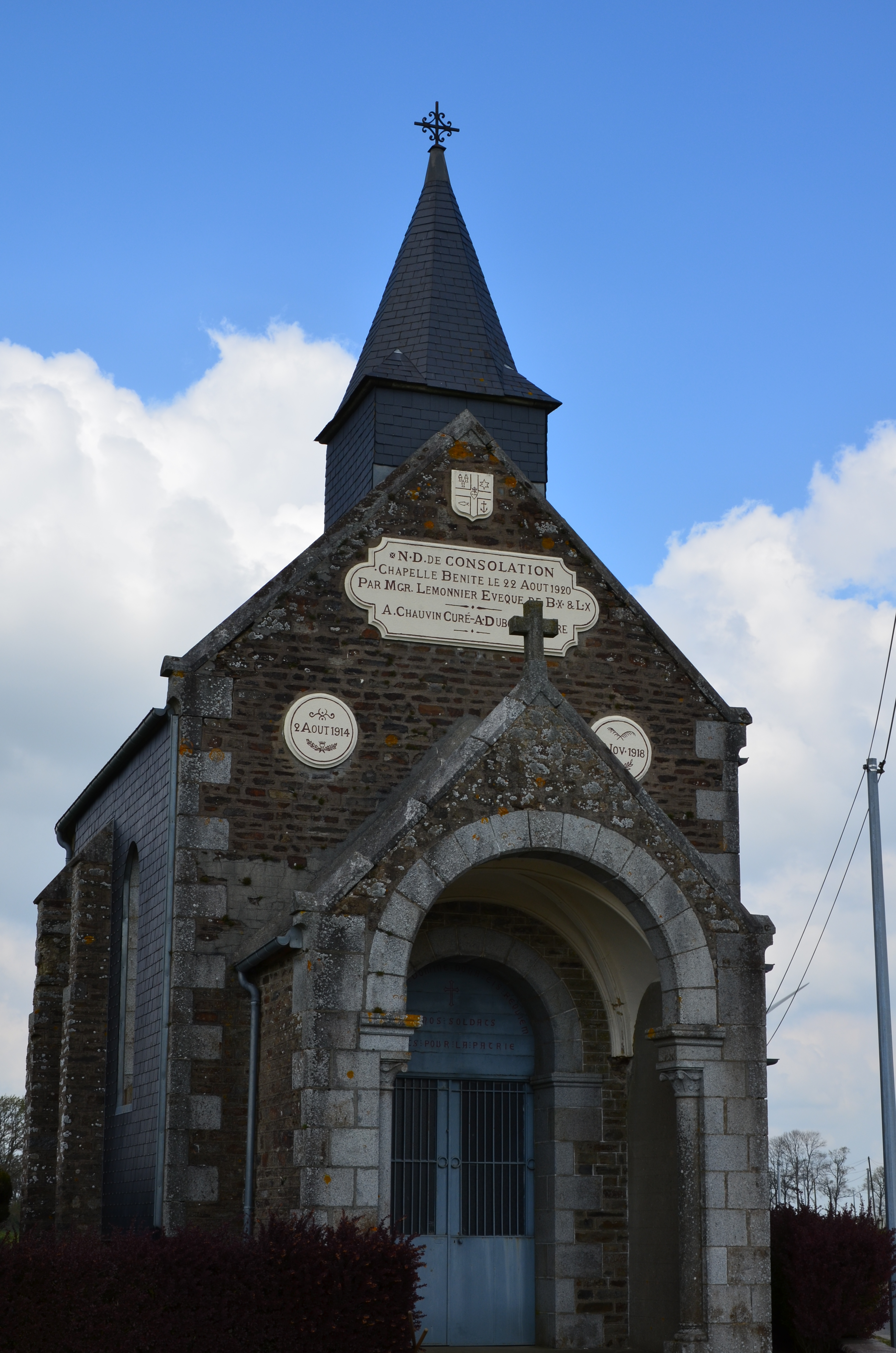
La chapelle Notre-Dame-de-la-Consolation.
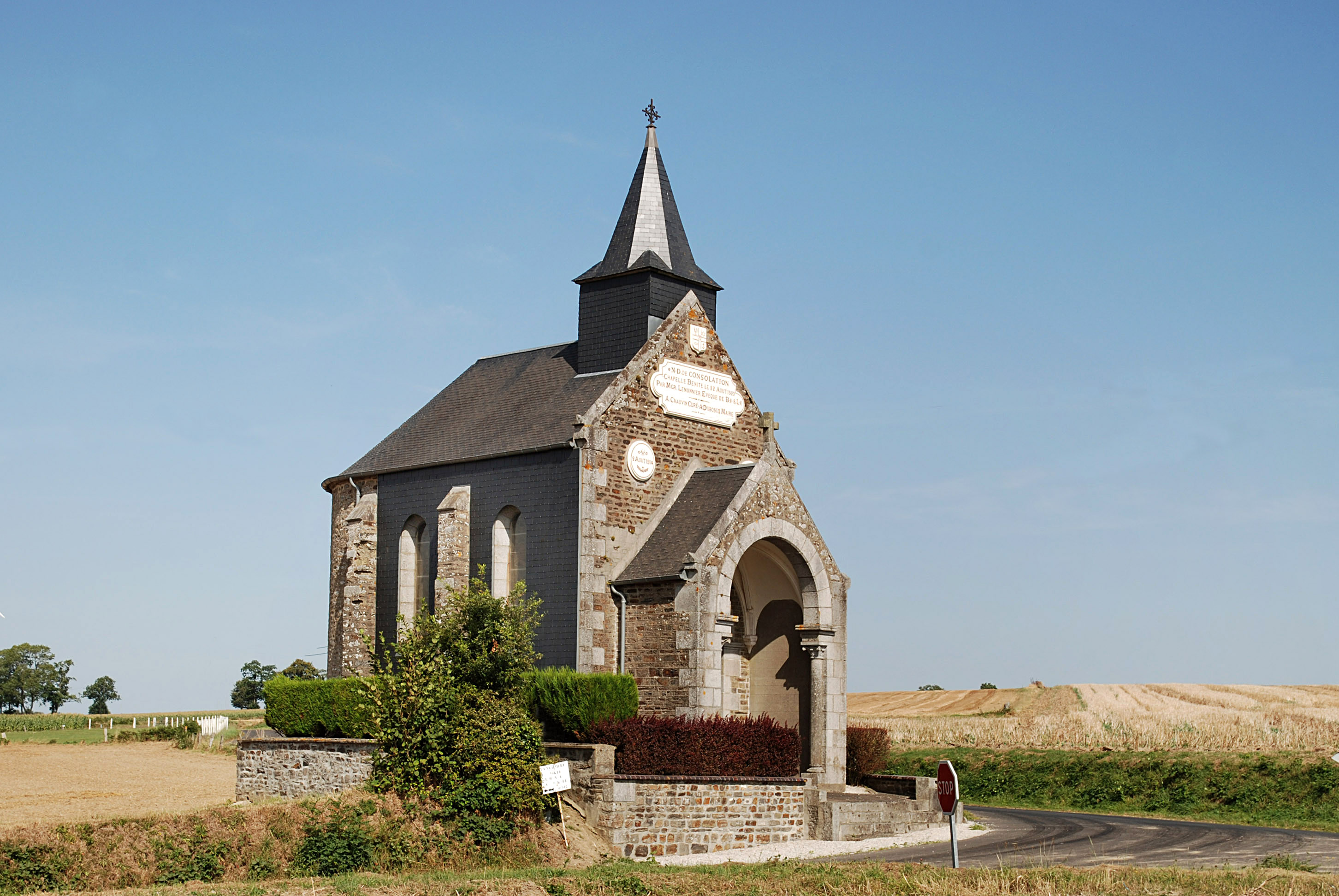
La chapelle Notre-Dame de Consolation. Vue sud.

## Personnalités liées à la commune
- Guillaume Boivin de La Martinière (1745 - 1820 à Rully), général, baron d'Empire, maire de Rully[16].